# Ирландские ямайцы
Ирландские ямайцы — ямайцы ирландского происхождения. Ирландцы являются второй по величине этнической группой после афроямайцев. Их количество варьируется от 300 000—700 000, они составляют 25 % населения Ямайки. Первыми приезжими ирландцами были моряки. А после ирландского восстания в 1641 году англичане завозили сюда подневольных ирландских рабочих. Некоторые прибывали на остров добровольно.